# Arnols Reitsakas
Arnols Reitsakas (Stavropol,  23 de maio de 1933 – Tallinn, 15 de fevereiro de 2000) foi um cientista da computação estoniano.
Reitsakas frequentou a escola em Tallinn e estudou no Instituto de Cibernética da Universidade Estatal de São Petersburgo, onde obteve o diploma de engenheiro eletricista em 1957. De 1961 a 1995 esteve no Instituto de Cibernética da Academia de Ciências da Estônia, fundado e dirigido por ele. Construiu em 1961 o primeiro computador digital da Estônia. 
Recebeu o Prêmio Pioneiro da Computação de 1996.